# Escola Superior de Educação de Viseu
A Escola Superior de Educação de Viseu (ESEV) foi a primeira unidade orgânica de um Instituto Politécnico a entrar em funcionamento em Portugal. No ano de 1983 iniciaram-se os primeiros cursos de formação de professores na antiga Escola do Magistério Primário.
Ainda a funcionar neste edifício emblemático da cidade de Viseu, a ESEV integra o conjunto das cinco unidades orgânicas que constituem o Instituto Politécnico de Viseu (IPV), assumindo a sua vocação na formação científica, cultural, artística e técnica de profissionais qualificados, numa articulação com a prestação de serviços à comunidade, a investigação e o fortalecimento de redes de parceria com entidades regionais, nacionais e internacionais no desenvolvimento de projetos e atividades de interesse comum.
A ESEV tem-se desenvolvido e adaptado de acordo com os desafios dos novos contextos e paradigmas de formação no ensino superior. Adaptou-se ao Processo de Bolonha e diversificou a sua atuação em função das necessidades da comunidade. A sua oferta formativa integra cursos de licenciatura (1.º ciclo), cursos de mestrado (2.º ciclo) e CTeSP, na área da formação de professores, matriz fundadora da ESEV, mas também nas áreas da comunicação, intervenção social, artes e desporto. Em abril de 2015, foi criado o Curso Técnico Superior Profissional (CTeSP) de Apoio à Infância e no ano seguinte, em junho, o CTeSP de Produção nas Artes do Espetáculo.
A ESEV tem colaborado ativamente na formação contínua de professores, no domínio da profissionalização em serviço, da coordenação, a nível regional, de vários projetos de formação de professores lançados pelo Ministério da Educação e organização de vários cursos de formação não conferentes de grau.
A ESEV estabeleceu protocolos com várias instituições da sua área de influência, agrupamentos de escolas, câmaras e juntas de freguesia, instituições culturais, jornais e rádios locais, no sentido de garantir locais de estágio para os seus estudantes e de promover a concretização de parcerias e projetos que contribuam para o desenvolvimento sustentável da região onde a ESEV se inscreve.
A cooperação internacional e a mobilidade de alunos, funcionários e professores assumem-se também como factores determinantes para a qualidade do ensino e da aprendizagem.
A ESEV valoriza a promoção da investigação e da formação do seu corpo docente. Muitos dos professores doutorados pertencem aos centros de investigação do Instituto Politécnico de Viseu, fator determinante para a afirmação da investigação articulada com os domínios de formação oferecidos pela ESEV.  

## Oferta formativa
A Escola Superior de Educação de Viseu apresenta atualmente a seguinte oferta formativa:

### Cursos de 1º ciclo (Licenciatura)
- Artes da Performance Cultural
- Artes Plásticas e Multimédia
- Comunicação Social
- Desporto e Atividade Física
- Educação Básica
- Educação Social
- Publicidade e Relações Públicas

### Cursos de 2º ciclo (Mestrado)
- Comunicação Aplicada
- Educação Especial, área de Especialização Domínio Cognitivo e Motor
- Educação Pré-Escolar e Ensino do 1º Ciclo do Ensino Básico
- Ensino do 1.º Ciclo do Ensino Básico e de Matemática e Ciências Naturais no 2.º Ciclo do Ensino Básico
- Ensino do 1.º Ciclo do Ensino Básico e de Português e História e Geografia de Portugal no 2.º Ciclo do Ensino Básico
- Intervenção Psicossocial com Crianças e Jovens em Risco

### Cursos Técnicos Superiores Profissionais (CTeSP)
- Apoio à Infância
- Produção nas Artes do Espectáculo

Nesta instituição é proibida a prática da praxe académica.